# Xantusia
Xantusia is een geslacht van hagedissen uit de familie nachthagedissen (Xantusiidae). De groep werd voor het eerst wetenschappelijk beschreven door Spencer Fullerton Baird in 1858 en vernoemd naar John Xantus de Vesey.

## Verspreiding en habitat
Alle soorten komen voor zuidelijk Noord-Amerika en leven in de landen Mexico en de Verenigde Staten. In Mexico komen de hagedissen voor in de staten Baja California, Baja California Sur, Coahuila de Zaragoza, Durango, Jalisco, Sonora en Zacatecas. In de Verenigde Staten komen de verschillende soorten voor in de staten Arizona, Californië, Nevada en Utah. De hagedissen komen voor in drogere gebieden, veel soorten leven onder stenen en grote rotsblokken. Van de woestijnnachthagedis is bekend dat de dieren in de holen van bosratten leven.

## Levenswijze
De verschillende soorten mijden de zon en verstoppen zich overdag onder stenen of in dichtbegroeide bomen. Hoewel veel soorten zeer algemeen voorkomen werd lange tijd gedacht dat ze erg zeldzaam waren.
Alle soorten zijn levendbarend; de vrouwtjes brengen volledig ontwikkelde jongen ter wereld en dus zetten geen eieren af. Hoewel eierlevendbarendheid veel voorkomt bij de hagedissen, zijn er maar weinig levendbarende soorten. Dit verschijnsel werd voor het eerst vastgesteld in 1950 bij de woestijnnachthagedis.

## Soortenlijst
Er zijn veertien soorten, inclusief de pas in 2008 beschreven soorten Xantusia jaycolei en Xantusia sherbrookei.
| Naam                                     | Auteur                           | Verspreidingsgebied                                                                    |
| ---------------------------------------- | -------------------------------- | -------------------------------------------------------------------------------------- |
| Xantusia arizonae                        | Klauber, 1931                    | Verenigde Staten (Arizona)                                                             |
| Xantusia bezyi                           | Papenfuss, Macey & Schulte, 2001 | Verenigde Staten (Arizona)                                                             |
| Xantusia bolsonae                        | Webb, 1970                       | Mexico (Durango)                                                                       |
| Xantusia extorris                        | Webb, 1965                       | Mexico (Durango, Zacatecas, Coahuila de Zaragoza)                                      |
| Xantusia gilberti                        | Van Denburgh 1895                | Mexico (Baja California Sur)                                                           |
| Xantusia gracilis                        | Grismer & Galvan, 1986           | Verenigde Staten (Californië)                                                          |
| Graniethagedis (Xantusia henshawi)       | Stejneger, 1893                  | Mexico (Baja California), Verenigde Staten (Californië)                                |
| Xantusia jaycolei                        | Bezy, Bezy & Bolles, 2008        | Mexico (Sonora)                                                                        |
| Eilandnachthagedis (Xantusia riversiana) | Cope, 1883                       | Verenigde Staten (Californië)                                                          |
| Xantusia sanchezi                        | Bezy & Flores-Villela, 1999      | Mexico (Zacatecas, Jalisco)                                                            |
| Xantusia sherbrookei                     | Bezy, Bezy & Bolles, 2008        | Mexico (Baja California Sur)                                                           |
| Xantusia sierrae                         | Bezy, 1967                       | Verenigde Staten (Californië)                                                          |
| Woestijnnachthagedis (Xantusia vigilis)  | Baird, 1858                      | Mexico (Sonora, Baja California), Verenigde Staten (Arizona, Californië, Nevada, Utah) |
| Xantusia wigginsi                        | Savage, 1952                     | Mexico (Baja California), Verenigde Staten (Californië)                                |